# Mammillaria karwinskiana

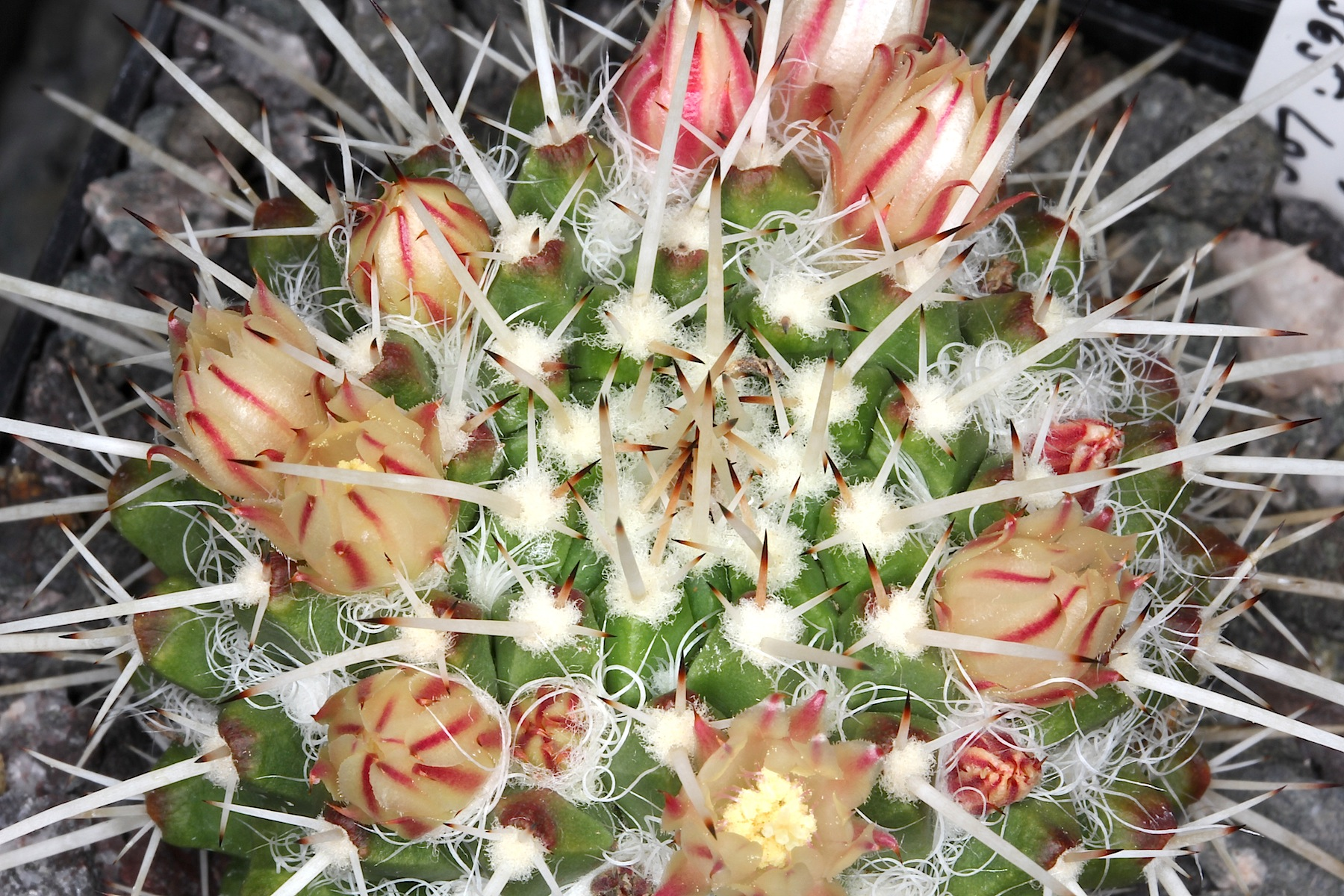
Mammillaria karwinskiana subsp. nejapensis

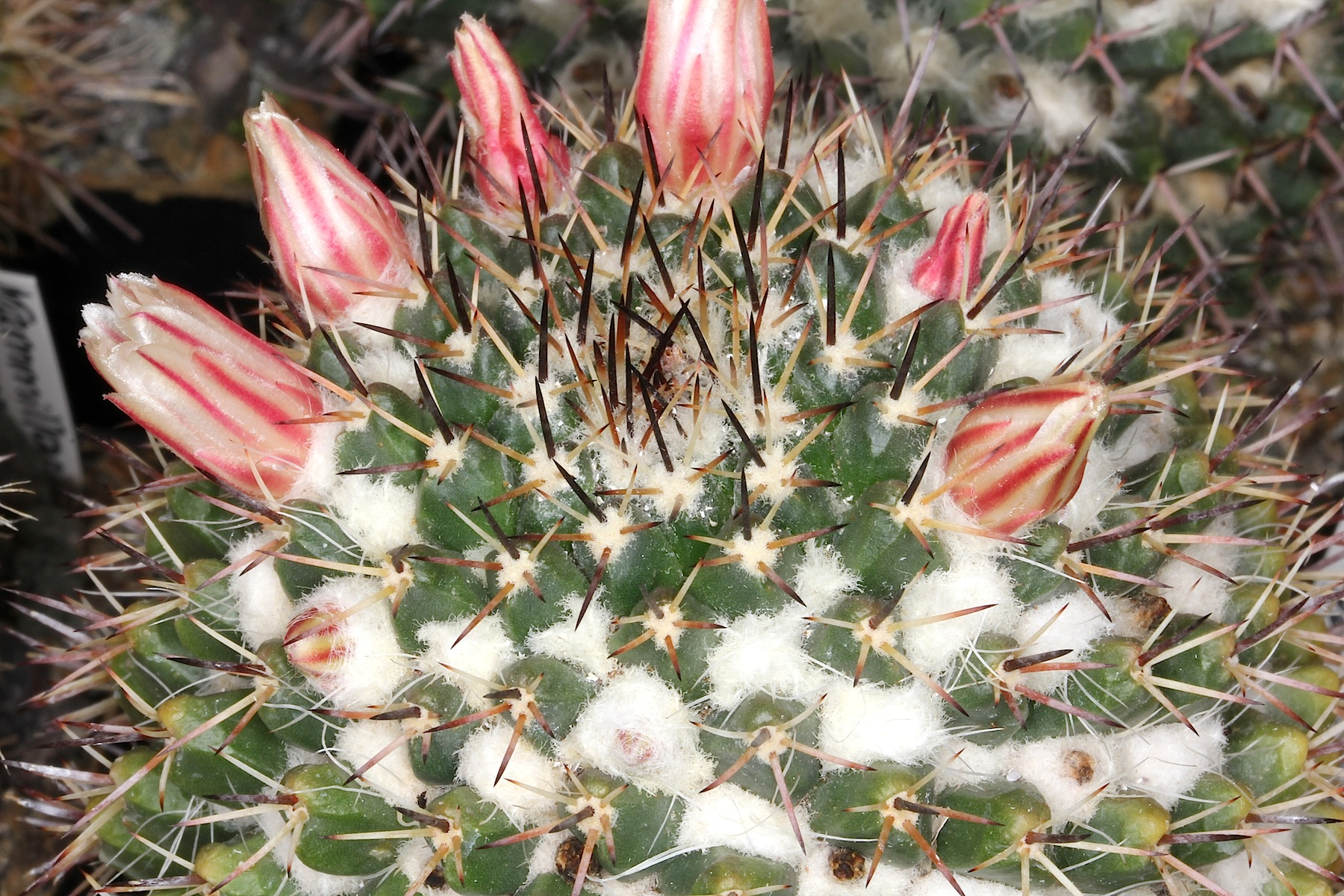
Mammillaria karwinskiana subsp. collinsii

Mammillaria karwinskiana ist eine Pflanzenart aus der Gattung Mammillaria in der Familie der Kakteengewächse (Cactaceae). Das Artepitheton karwinskiana ehrt den bayrischen Naturforscher und Pflanzensammler Baron Wilhelm Friedrich von Karwinski (1799–1855).

## Beschreibung
Mammillaria karwinskiana wächst einzeln, gelegentlich sich dichotom teilend oder basal sprossend. Die blaugrünen bis dunkelgrünen, kugeligen bis kurz zylindrisch geformten Triebe werden 7 bis 10 Zentimeter hoch und erreichen einen eben so großen Durchmesser. Die festen pyramidalen Warzen enthalten Milchsaft. Die Axillen sind mit Borsten besetzt. Die Mitteldornen fehlen vollständig oder es ist nur einer vorhanden, der pfriemlich, weiß oder gelblich, mit dunkler Spitze versehen ist und eine Länge von 5,5 Zentimeter aufweist. Die 3 bis 8 Randdornen sind pfriemlich, gerade bis leicht gebogen, rötlich und werden mit der Zeit kalkig. Sie sind 0,4 bis 3 Zentimeter lang.
Die trichterigen Blüten sind weiß mit purpurnen Mittelstreifen. Sie werden bis zu 2,5 Zentimeter lang und 1,5 Zentimeter im Durchmesser groß. Die leuchtend roten Früchte enthalten braune Samen.

## Verbreitung, Systematik und Gefährdung
Mammillaria karwinskiana ist in den mexikanischen Bundesstaaten Oaxaca,  Morelos,  Puebla, Chiapas, Colima und Michoacán verbreitet.
Die Erstbeschreibung erfolgte 1832 durch Carl Friedrich Philipp von Martius.
Nomenklatorische Synonyme sind Cactus karwinskianus (Mart.) Kuntze (1891) und Neomammillaria karwinskiana (Mart.) Britton & Rose (1923).
Es werden folgende Unterarten unterschieden:
- Mammillaria karwinskiana subsp. karwinskiana:
Die Nominatform hat typischerweise keinen Mitteldorn und meist 6 Randdornen.
- Mammillaria karwinskiana subsp. beiselii (Diers) D.R.Hunt:
Die Erstbeschreibung als Mammillaria beiselii erfolgte 1979 durch Lothar Diers.[4] David Richard Hunt stellte die Art 1997 als Unterart zu Mammillaria karwinskiana.[5] Die Unterart hat einen Mitteldorn und 5 bis 8 Randdornen.
- Mammillaria karwinskiana subsp. collinsii (Britton & Rose) D.R.Hunt:
Die Erstbeschreibung als Neomammillaria collinsii erfolgte 1923 durch Nathaniel Lord Britton und Joseph Nelson Rose.[6] David Richard Hunt stellte die Art 1997 als Unterart zu Mammillaria karwinskiana.[5] Die Unterart hat einen Mitteldorn und 7 Randdornen.
- Mammillaria karwinskiana subsp. nejapensis (R.T.Craig & E.Y.Dawson) D.R.Hunt:
Die Erstbeschreibung als Mammillaria nejapensis erfolgte 1948 durch Robert T. Craig und Elmer Yale Dawson.[7] David Richard Hunt stellte die Art 1997 als Unterart zu Mammillaria karwinskiana.[5] Die Unterart hat keinen Mitteldorn und 3 bis 5 Randdornen.

In der Roten Liste gefährdeter Arten der IUCN wird die Art als „Least Concern (LC)“, d. h. als nicht gefährdet geführt.

## Nachweise